# Rangamati
Rangamati (Bengalisch: রাঙ্গামাটি, Rāṅgāmāṭi) ist eine Stadt im südöstlichen Bangladesch mit 65.000 Einwohnern. Sie ist Verwaltungssitz des Distrikts Rangamati und besteht aus 9 Wards (Stadtbezirke). Das Stadtgebiet umfasst eine Fläche von 64,75 km².